# Mac McNeilly
Mac McNeilly (3 décembre 1960) est un batteur de rock américain, surtout connu pour avoir joué dans The Jesus Lizard. Sa première collaboration avec le groupe remonte à l'album Head, où il a remplacé la boîte à rythmes utilisée sur le premier disque Pure. Il fut remplacé par Jim Kimball en 1997. Connu pour son jeu puissant et percutant, il a également joué dans les groupes P.W. Long's Reelfoot, 86, Mouse, Mule, Come, et a fait office de bassiste avec Phantom 309.